# Hippolyte Pixii
Antoine-Hippolyte Pixii (1808 – 1835) was een Frans instrumentenbouwer in Parijs. In de korte tijd dat hij leefde – hij werd slechts 26 jaar oud – heeft hij een belangrijke bijdrage geleverd aan de ontwikkeling van de elektrotechniek.
In 1832 bouwde hij er de eerste wisselstroomgenerator, gebaseerd op het door Michael Faraday ontdekte principe van elektromagnetische inductie. Pixii's toestel bevatte twee door een draaiwiel aangedreven roterende magneten, die zich voorbij een spoel met ijzerkern bewogen. In 1833 bouwde hij er de eerste generator met pulserende gelijkstroom dankzij de door André-Marie Ampère uitgevonden en voorgestelde commutator.
Naast de dynamo ontwierp en bouwde Pixii vele andere natuurkundige instrumenten en toestellen; twee daarvan waren een dilatatie pyrometer en een dubbel cilinderige vacuümpomp.

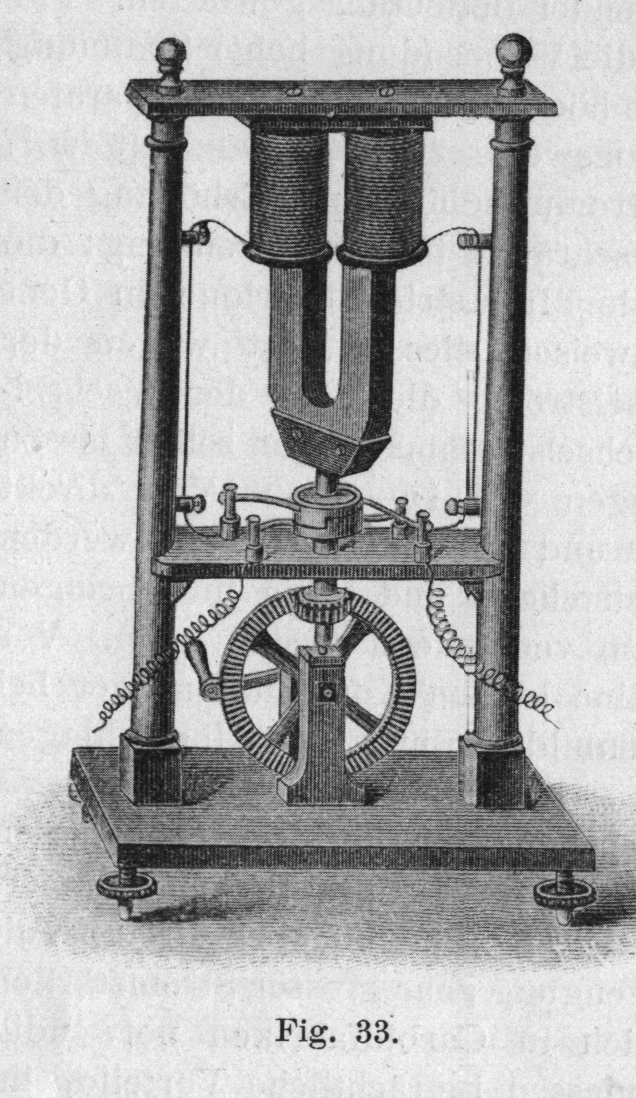
Eerste magnetisch-elektrische wisselstroomgenerator, gebouwd in 1832 door Hippolyte Pixii